# Annelise Høegh
Pour les articles homonymes, voir Høegh.
Annelise Høegh est une personnalité politique norvégienne, née le 26 juillet 1948 à Oslo et morte le 27 mars 2015.

## Biographie
Annelise Høegh étudie à l'université d'Oslo. Membre du parti conservateur (Høyre), elle représente Oslo au parlement norvégien entre 1985 et 2001.
À partir de 2007, elle siège au conseil municipal de la ville d'Oslo. À partir de 2010, elle préside le Senter for studier av Holocaust og livssynsminoriteter (no) (Centre d'études sur l'holocauste et les minorités religieuses).

## Vie privée et famille
Annelise Høegh est la fille du général Anders Høegh (no). Elle épouse en 1985 l'homme politique et écrivain Jo Benkow. Benkow préside le Parlement de 1985 à 1993, il meurt en 2013. Annelise Høegh, qui est atteinte d'un cancer, meurt le 27 mars 2015 à l'âge de 66 ans.